# Go Eun-ah
Bang Hyo-jin (Jangseong-gun, 28 de octubre de 1988), conocida artísticamente como Go Eun-ah, es una actriz surcoreana.

## Vida personal
Es hija de Han Sung-sook y Bang Ki-soon. Su hermano menor es el cantante Mir (Bang Cheol-yong, miembro de la boyband MBLAQ). También tiene una hermana Ban Hyo-sun.

## Carrera
Es conocida por su itnerpretación de Keum-shil en la serie Golden Apple.

## Filmografía

### Series
- I Want to Live an Easy Life (SBS, 2021-) - Oh-ri[2]
- K-POP - The Ultimate Audition (Channel A, 2012) - Ji Seung-yeon
- Vacation (2006, episodio 1) - Soo-yeon
- Rainbow Romance (MBC, 2006) - Go Eun-ah
- Drama City "Summer Goodbye (여름, 이별이야기)" (KBS2, 2005)
- Golden Apple (2005) - Keum-shil

### Películas
- Beastie Girls (2017)
- Sketch (2014)
- A Million (2009) - Lee Bo-young
- Loner (2008) - Jeong Soo-na
- The Houseguest of My Mother (2007) - Ok-hee
- A Cruel Attendance (2006) - Tae-hee
- Ssunday Seoul (2006)
- ...ing (2003) - cameo

### Programas de variedades
- The Manager (2020)

### Anuncios
- In to In
- ALOE
- 온세통신 (Onsetongshin)
- A Solution
- Smart Uniform con TVXQ
- Clean & Clear
- Chocopie
- Onse Communications
- Sony PSP
- Onion Ring
- Vita500
- a-Solution
- Caspi
- Conus
- Pocari sweat
- Nate Moll
- Star Shop
- 1688 Collect Call
- Lotte Tinkle
- LG Cyon

## Premios y nominaciones
| Año  | Categoría    | Premio                       | Trabajo     | Resultado |
| ---- | ------------ | ---------------------------- | ----------- | --------- |
| 2020 | Rookie Award | 2020 MBC Entertainment Award | The Manager | Ganó      |